# Bang của Áo
Áo là một nước Cộng hòa Liên bang được tạo nên từ chín bang, trong tiếng Đức gọi là Länder (số ít là Land).

## Vị thế của các bang trong nước Áo
Mỗi bang có hiến pháp riêng, tuy nhiên không được mâu thuẫn với hiến pháp quốc gia; có hội đồng lập pháp riêng (Landtagen) cũng như chính quyền hàng pháp bang nhưng không có ngành tư pháp riêng.

5 trong số 9 bang Áo Niederösterreich, Kärnten, Steiermark, Tirol, Salzburg đã hình thành từ thời Trung cổ, Oberösterreich được độc lập dưới thời hoàng đế Joseph II của Thánh chế La Mã năm 1783/84; Vorarlberg trước đó là một phần của Tirol và trở thành độc lập năm 1861; 1921 thêm vào bang Burgenland, trước đó là một phần của Hungary. Vào năm 1922, Wien được tách rời ra khỏi Niederösterreich và trở thành một bang riêng.

## Địa lý
Chín bang của Áo liệt kê theo thứ tự abc theo tên gọi chính thức trong tiếng Đức là:
| Huy hiệu | Bang (Bundesland) | Bang (Bundesland) | Thủ phủ      | Thủ phủ    | · Burgenland Kärnten · Hạ Áo · Thượng Áo · Salzburg Styria Tyrol · Vorarlberg Viên · |
| Huy hiệu | Tiếng Anh         | Tiếng bản xứ      | Tiếng bản xứ |            | · Burgenland Kärnten · Hạ Áo · Thượng Áo · Salzburg Styria Tyrol · Vorarlberg Viên · |
|          | Burgenland        | Burgenland        | Eisenstadt   | Eisenstadt | · Burgenland Kärnten · Hạ Áo · Thượng Áo · Salzburg Styria Tyrol · Vorarlberg Viên · |
|          | Kärnten           | Kärnten           | Klagenfurt   | Klagenfurt | · Burgenland Kärnten · Hạ Áo · Thượng Áo · Salzburg Styria Tyrol · Vorarlberg Viên · |
|          | Lower Austria     | Niederösterreich  | St. Pölten   | St. Pölten | · Burgenland Kärnten · Hạ Áo · Thượng Áo · Salzburg Styria Tyrol · Vorarlberg Viên · |
|          | Upper Austria     | Oberösterreich    | Linz         | Linz       | · Burgenland Kärnten · Hạ Áo · Thượng Áo · Salzburg Styria Tyrol · Vorarlberg Viên · |
|          | Salzburg          | Salzburg          | Salzburg     | Salzburg   | · Burgenland Kärnten · Hạ Áo · Thượng Áo · Salzburg Styria Tyrol · Vorarlberg Viên · |
|          | Styria            | Steiermark        | Graz         | Graz       | · Burgenland Kärnten · Hạ Áo · Thượng Áo · Salzburg Styria Tyrol · Vorarlberg Viên · |
|          | Tyrol             | Tirol             | Innsbruck    | Innsbruck  | · Burgenland Kärnten · Hạ Áo · Thượng Áo · Salzburg Styria Tyrol · Vorarlberg Viên · |
|          | Vorarlberg        | Vorarlberg        | Bregenz      | Bregenz    | · Burgenland Kärnten · Hạ Áo · Thượng Áo · Salzburg Styria Tyrol · Vorarlberg Viên · |
|          | Viên              | Wien              | –            | –          | · Burgenland Kärnten · Hạ Áo · Thượng Áo · Salzburg Styria Tyrol · Vorarlberg Viên · |

Phần lớn diện tích lãnh thổ các bang Upper Austria, Lower Austria, Viên và Burgenland nằm trong thung lũng sông Danube và do đó gần như toàn bộ đất đai ở đây thuận lợi cho canh tác và giao thông.
. Trong khi đó, ngược lại, năm bang kia nằm trên dãy núi Alps và do đó, đất đai không phù hợp cho nông nghiệp.

## Dân số thủ đô và các bang
Danh sách xếp hạng sau liệt kê các bang của Áo theo dân số được ước tính từ ngày 1 tháng 1 năm 2011 :
|   | Bang          | Thủ phủ      | Dân số    | Diện tích (km²) | Mật độ dân số | Thành phố | Đô thị |
| - | ------------- | ------------ | --------- | --------------- | ------------- | --------- | ------ |
| 1 | Viên          | –            | 1.707.000 | 414,65          | 4.113,3       | 1         | 0      |
| 2 | Lower Austria | Sankt Pölten | 1.609.800 | 19.186,26       | 83,9          | 75        | 498    |
| 3 | Upper Austria | Linz         | 1.412.300 | 11.979,91       | 117,9         | 32        | 412    |
| 4 | Styria        | Graz         | 1.208.900 | 16.401,04       | 73,7          | 34        | 508    |
| 5 | Tyrol         | Innsbruck    | 708.900   | 12.640,17       | 56,1          | 11        | 268    |
| 6 | Carinthia     | Klagenfurt   | 560.700   | 9.538,01        | 58,8          | 17        | 115    |
| 7 | Salzburg      | Salzburg     | 531.800   | 7.156,03        | 74,3          | 10        | 109    |
| 8 | Vorarlberg    | Bregenz      | 370.200   | 2.601,12        | 142,3         | 5         | 91     |
| 9 | Burgenland    | Eisenstadt   | 284.000   | 3.961,80        | 71,7          | 13        | 158    |